# عشق النساء (مسلسل)
عشق النساء مسلسل درامي رومانسي جديد أحداثه مستوحاة من قصّة حقيقية دارت فصولها في تسعينيات القرن الماضي في لبنان. يعالج المسلسل من خلال علاقات حبٍّ متنوعة معضلات تشغل مختلف مجتمعاتنا العربية اليوم كالعنف الأسري، العنف ضد المرأة، الإدمان على المخدرات في الجامعات، وهب الأعضاء وغيرها. يضمّ نخبة من النجوم اللبنانيين المعروفين بالإضافة إلى كوكبة من الممثلين الشباب الواعدين.
و هو من إخراج فيليب أسمر والمنتج زياد الشويري وتأليف منى طايع عرض عام 2014.

## طاقم العمل

### الممثلون
- باسل خياط بدور عادل
- ورد الخال بدور غادة
- نادين نسيب نجيم بدور أمل
- ميس حمدان بدور جيهان
- طوني عيسى بدور بروفيسور أحمد
- جوي خوري بدور نانا
- سارة أبي كنعان بدور سارة
- جو صادر بدور نديم
- روان طحطوح بدور جود
- هيثم سعيد بدور وسام
- راندا البحيري بدور سنا
- وسام حنا بدور بوب
- بيتر سمعان بدور سمير

### إخراج
- فيليب أسمر (مخرج)
- بوب مكرزل (مساعد مخرج)

### تأليف
- منى طايع (مؤلف)

### إنتاج
- أون لاين برودكشن (منتج)
- زياد الشويري (منتج)
- حمادة جمال الدين (producer)
- شادي يوسف المنيني (مدير الإنتاج)

### IT.Manager
- ريان الشويري

### مستشارة قانونية
- المحامية ريما نصر

### مدير إداري
- نورما الخوري

### مستشار إعلامي
- روبير فرنجية

### موسيقي
- جاد خليفة (غناء)
- فادي مارديني (موسيقى تصويرية)

### مهندس الصوت
- سومر طالب

### تصوير
- نيكولا خوري (مدير التصوير)

### ملابس
- جيهان الريس (تنسيق الأزياء)
- قتيبة شحود (سكريبت الأزياء)